# John Edward Bouligny
John Edward Bouligny (New Orleans, 5 febbraio 1824 – Washington, 20 febbraio 1864) è stato un politico statunitense.
Fu un membro della Camera dei Rappresentanti del parlamento statunitense, nipote di Charles Dominique Joseph Bouligny. Rappresentò, come lo zio, lo stato della Louisiana e fu attivo nel movimento anti-immigrazione American Party.